# یواس‌اس گریبک (اس‌اس-۲۰۸)
یواس‌اس گریبک (اس‌اس-۲۰۸) (به انگلیسی: USS Grayback (SS-208)) یک زیردریایی بود که طول آن ۳۰۷ فوت ۲ اینچ (۹۳٫۶۲ متر) بود. این زیردریایی در سال ۱۹۴۱ ساخته شد.